# والد ۳۱۹۵۶
سیارک ۳۱۹۵۶ (به انگلیسی: 31956 Wald، نامگذاری:2000GA133) سی و یک هزار و نهصد و پنجاه و ششمین سیارک کشف شده‌است که در ۱۳ آوریل ۲۰۰۰ کشف شد.